# Cyrille Makanda
Cyrille Makanda Etogo (Douala, 5 maggio 1980) è un ex cestista camerunese con cittadinanza russa.

## Carriera
Con il Camerun ha disputato due edizioni dei Campionati africani (2009, 2011).